# Bol'šoj Ik
Il Bol'šoj Ik (in russo Большой Ик?) è un fiume della Russia europea sud-orientale (Baškortostan, Oblast' di Orenburg), affluente di destra della Sakmara (bacino dell'Ural).
Le sorgenti del fiume sono sull'altopiano del Zilair (Urali meridionali), nel Zilairskij rajon. Il fiume scorre dapprima in direzione occidentale, poi gira verso sud. I pendii della valle del fiume lungo l'altopiano sono per lo più ripidi e rocciosi. Sfocia nella Sakmara a 220 km dalla foce, a nord di Saraktaš. Il fiume ha una lunghezza di 341 km, l'area del suo bacino è di 7 670 km².
I principali affluenti sono: il Malyi Ik (lungo 118 km) proveniente dalla destra idrografica; l'Inkak (82 km) e la Bol'šaja Suren' (131 km) dalla sinistra.